# Mordechai Rodgold

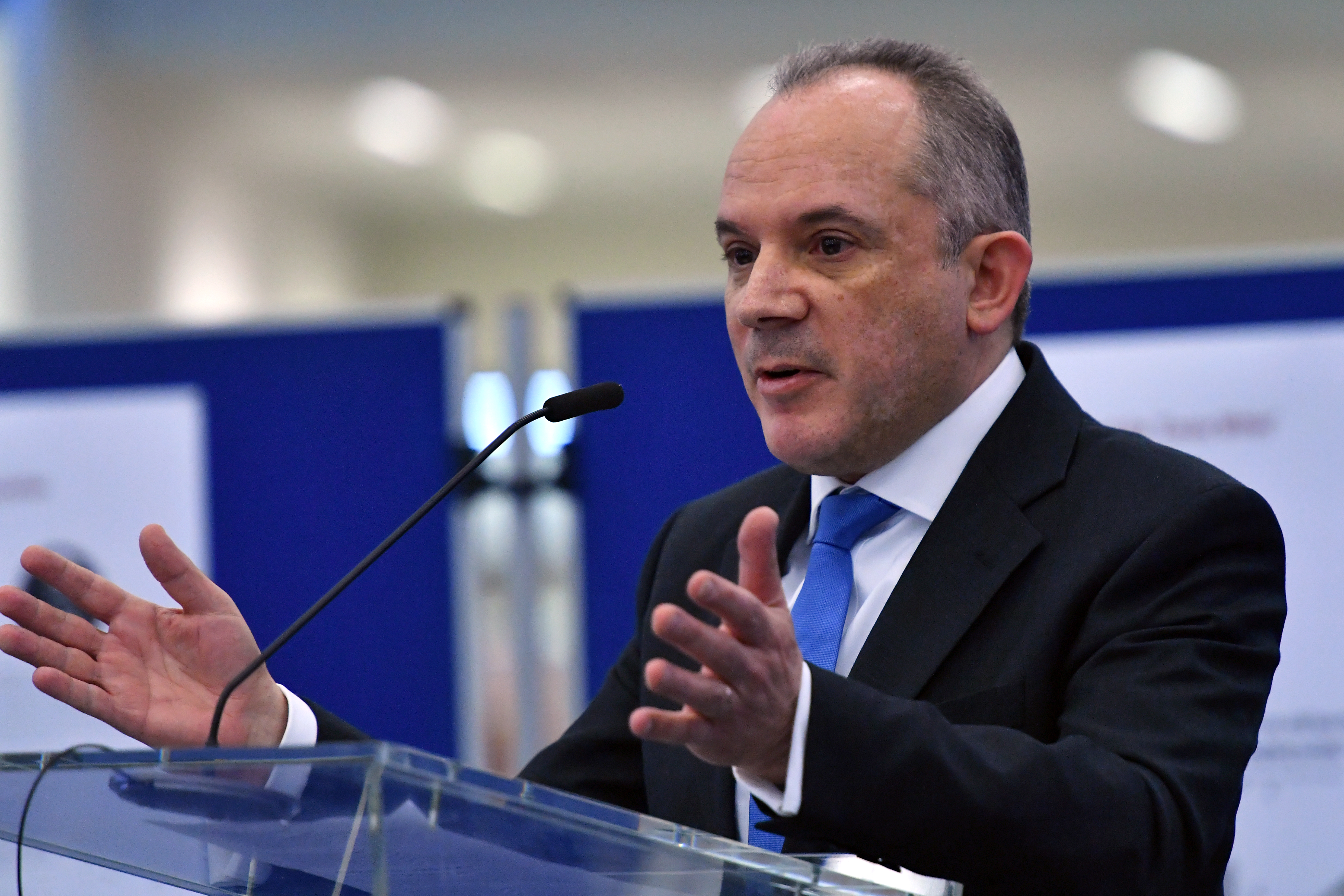
Mordechai Rodgold (2020)

Mordechai Denis Paul Rodgold (geboren am 22. Dezember 1964 in Paris) ist ein israelischer Diplomat. Rodgold war von 2019 bis 2023 Botschafter des Staates Israel in Österreich und Ständiger Vertreter Israels bei den Institutionen der Vereinten Nationen in Wien.

## Werdegang
Mordechai Rodgold wurde 1964 in der französischen Hauptstadt Paris geboren. Er absolvierte das Bachelor-Studium Business Administration and International Relations an der Hebräischen Universität Jerusalem und schloss dieses im Jahr 1989 ab. Anschließend absolvierte er an derselben Universität auch das zugehörige Masterstudium und erlangte damit im Jahr 1996 den akademischen Grad Master of Business Administration.
In den Dienst des Israelischen Außenministeriums trat Rodgold im Jahr 1991 ein. Im Jahr 1992 absolvierte er Ausbildungslehrgänge im Ministerium für Industrie und Handel sowie im Ministerium für ägyptische Angelegenheiten. Bei der Rückkehr ins Außenministerium im Jahr 1993 wurde Mordechai Rodgold zweiter Sekretär der Europa-Abteilung des Ministeriums. 1995 folgte eine erste Auslandsmission, als er als stellvertretender Missionschef beim israelischen Verbindungsbüro in Rabat (Marokko) berufen wurde. Eine weitere Auslandsmission führte Mordechai Rodgold 1997 in die Schweiz, wo er stellvertretender Missionschef an der Israelischen Botschaft in Bern wurde.
Im Jahr 2000 kehrte Rodgold zurück nach Israel, um im Außenministerium die Position des stellvertretenden Direktors der Wirtschaftsabteilung zu übernehmen. Bereits 2002 wurde er aber erneut ins europäische Ausland geschickt, um als Leiter der Wirtschaftsabteilung der Botschaft in Rom, als wirtschaftlicher Berater für Italien, Malta und Albanien sowie als Repräsentant Israels bei der Ernährungs- und Landwirtschaftsorganisation der Vereinten Nationen und dem Welternährungsprogramm tätig zu werden. 2006 führte Mordechai Rodgold die Rotation erneut zurück ins Jerusalemer Außenministerium, wo er Botschaftsrat bei der Wirtschaftsabteilung wurde.
Von 2009 bis 2011 stieg Mordechai Rodgold für zwei Jahre aus dem diplomatischen Betrieb aus, um als Vizepräsident für das Business Development eines Privatunternehmens auf dem Sektor der Erneuerbaren Energien tätig zu werden. 2011 kehrte er jedoch wieder als Botschaftsrat in die Wirtschaftsabteilung des Außenministeriums zurück und wurde von dort aus zum Direktor der Abteilung für Information und Visuelle Medien der Public Diplomacy Division des Außenministeriums befördert. Dies blieb er bis zum Jahr 2019, als er für den Posten des israelischen Botschafters bei der Republik Österreich und als ständiger Vertreter bei den Institutionen der Vereinten Nationen in Wien nominiert wurde.
Rodgold übernahm den Botschafterposten von seiner Vorgängerin Talya Lador-Fresher und übergab sein Beglaubigungsschreiben an den österreichischen Bundespräsidenten Alexander Van der Bellen am 28. November 2019. Mit Ende September 2023 endete Rodgolds Tätigkeit als israelischer Botschafter in Österreich und er kehrte nach Israel zurück.

## Privatleben
Mordechai Rodgold ist verheiratet und Vater von zwei Kindern.